# Staroindická obrana
Staroindická obrana (kód podle ECO A53-A55) je šachové zahájení, patřící mezi zavřené hry. Charakterizují ho tahy
1.d4 Jf6 2.c4 d6

## Historie
Autory zahájení jsou Louis Paulsen a Michail Ivanovič Čigorin. Později tak hrávali například Aaron Nimcovič, José Raúl Capablanca a Isaac Boleslavskij.
Dříve sloužila často i k přechodu do královské indické obrany. Dnes se nevyskytuje tak často, ale stále se v turnajové praxi objevuje. Mají ji v oblibě pozičně ladění hráči, kterým nevadí trochu stísněné postavení.

## Strategie
V hlavní variantě oproti královské indické obraně tu černý nefianchettuje střelce, ale vyvíjí ho na e7. Pozice je pak charakteristická prostorovou převahou bílého, černý má ale pozici bez slabin a může postupně rozvíjet protihru.

## Varianty s Jf3
1. d4 Jf6 2. c4 d6 3. Jf3 Sg4
- 4. Db3
- 4. Jc3

## varianta se Sf5
1. d4 Jf6 2. c4 d6 3. Jc3 Sf5
tento moderní výpad má za cíl narušit vývin bílého tahem e4

## varianta s e5
1. d4 Jf6 2. c4 d6 3. Jc3 e5
- 4. dxe5 dxe5 5. Dxd8 Kxd8
- 4. Jf3
  - 4… e4 5. Jg5
  - 4… Jbd7 – 3… Jbd7

## hlavní varianta
1. d4 Jf6 2. c4 d6 3. Jc3 Jbd7 4. Jf3 e5
- 5. g3
- 5. Sg5
- 5. e4 Se7
  - 6. g3 0-0 7. Sg2 c6 8. 0-0
  - 6. Se2 0-0 7. 0-0 c6